# Monument Valley
Monument Valley (navajo: Tsé Biiʼ Ndzisgaii) ligger i Navajo-reservatet i det nordlige Arizona samt i det sydlige Utah i USA.
Som kuriosum kan det bemærkes, at John Ford har indspillet 10 film i området, samt at stedet adskillige gange siden har været benyttet ved optagelser af film, reklamer og musikvideoer.